# Rüben, Dole na Zilji
Rüben je naselje občine Dole na Zilji v okraju Šmohor na Koroškem v Avstriji.